# Meilhan, Gers
 Meilhan  là một xã thuộc tỉnh Gers trong vùng Occitanie tây nam nước Pháp. Xã này có độ cao trung bình 305 mét trên mực nước biển.